# Iván Barton
Iván Arcides Barton Cisneros (* 27. ledna 1991, Santa Ana, Salvador), je salvadorský fotbalový rozhodčí, který je od roku 2018 na seznamu mezinárodních rozhodčích FIFA a je také jedním z rozhodčích v salvadorské lize.

## Kariéra
Barton se narodil 27. ledna 1991 v Santa Aně. Kromě toho, že je profesionálním rozhodčím, získal bakalářský titul v oboru chemických věd na Salvadorské univerzitě. Na zmíněné univerzitě působil jako profesor chemie.
Barton pískal na mnoha reprezentačních turnajích, například na Mistrovství CONCACAF do 20 let 2018 ve Spojených státech, na Zlatém poháru CONCACAF 2019, v Lize národů CONCACAF nebo Mistrovství světa do 17 let 2019 v Brazílii. V klubovém fotbale odpískal několik utkání v Lize mistrů CONCACAF a pravidelně píská v salvadorské lize.
V květnu 2022 byl Barton vybrán jako jeden z rozhodčích, kteří řídí zápasy Mistrovství světa ve fotbale 2022 v Kataru.

## Soudcovaná utkaní na MS 2022
| Fáze               | Datum              | Tým 1   | Skóre | Tým 2    |   |   |
| ------------------ | ------------------ | ------- | ----- | -------- | - | - |
| Základní skupina E | 23. listopadu 2022 | Německo | 1 : 2 | Japonsko | 0 | 0 |